# Boga Janka
Dénes Ferencné Boga Janka (Gyergyóújfalu, 1886. január 31. – Kecskemét, 1963. október 4.) írónő, pedagógus.

## Életpályája
Boga Bálint és Pfeiffer Mária leányaként született. 1910-től tanított az ország más-más városaiban. A Tanácsköztársaság idején férjével Budapestre került. Megismerkedett Jászai Mari színésznővel. 1919-től Kecskeméten állami elemi iskolai tanító lett. A Pásthy Károly elemi leányiskolában kapott munkát. 1920-ban kezdett írogatni helyi és fővárosi lapokban. 1939-ben a Katona József Társaság alelnökévé választotta. Az iskola, ahol tanított az 1953-54-es tanévtől Zrínyi Ilona Általános Iskola lett. 1957-ben nyugdíjba vonult.
Drámáit Szegeden és Kecskeméten is bemutatták.

## Magánélete
Férje, Dénes Ferenc tanárként dolgozott a kecskeméti reáliskolában; matematika-fizika szakos volt.

## Művei
- Apátfalviak (dráma, Szeged, 1927)
- Vezeklés (színmű, Kecskemét, 1930)
- Légy az élettársam (kisregények és elbeszélések, Budapest, 1934)
- Verőfény (színmű, 1941)
- Él-e még a jóság? (12 mese, Kecskemét, 1948)

## Díjai
- Kiváló tanító (1957)